# Niklas Beck
Niklas Beck (sinh ngày 25 tháng 3 năm 2001) là một cầu thủ bóng đá Liechtenstein hiện đang thi đấu ở vị trí trung vệ cho câu lạc bộ Vaduz II và Đội tuyển bóng đá quốc gia Liechtenstein.

## Sự nghiệp thi đấu quốc tế
Beck ra mắt quốc tế cho Liechtenstein vào ngày 25 tháng 3 năm 2021 trong trận đấu thuộc khuôn khổ Vòng loại giải vô địch bóng đá thế giới 2022 gặp Armenia.

## Thống kê sự nghiệp

### Quốc tế
Tính đến 26 tháng 3 năm 2023
| Liechtenstein | Liechtenstein | Liechtenstein |
| Năm           | Trận          | Bàn thắng     |
| ------------- | ------------- | ------------- |
| 2021          | 1             | 0             |
| 2022          | 7             | 0             |
| 2023          | 2             | 0             |
| Tổng cộng     | 10            | 0             |